# Cour-Maugis-sur-Huisne
Cour-Maugis-sur-Huisne é uma comuna francesa na região administrativa da Normandia, no departamento de Orne. Estende-se por uma área de 45.56 km². Em 2010 a comuna tinha 623 habitantes (densidade: 13,7 hab./km²).
Foi criada em 1 de janeiro de 2016, a partir da fusão das antigas comunas de Boissy-Maugis (sede da comuna), Courcerault, Maison-Maugis e Saint-Maurice-sur-Huisne.